# Némaság
Ember esetén a némaság (latin: mutitas, mutus néma) az érthető beszédre való tartós képtelenséget jelenti, állatok esetén a hangadásra való képtelenséget.
Bár egyértelműnek látszik, egyes esetekben nehéz eldönteni, hogy valaki ebbe kategóriába tartozik-e. Ilyen lehet, ha valaki magától nem tud beszélni, de mások szavát megismétli, vagy tud hangosan olvasni. Ezeket az állapotokat például egy hosszabb ideig kezeletlenül maradt afázia okozhatja.
Különbséget kell tenni továbbá a nem beszélés, a beszédképtelenség, és a némaság között. A nem beszélő lehet, hogy tud beszélni, csak valami miatt nem beszél, például mutista, vagy beszéde nehezen érthető, esetleg olyan kicsi az érthetően beszélt szókincse, hogy beszéde támogatásra, kiegészítésre szorul. A beszédképtelenség ideiglenes is lehet, és azt fejezi ki, hogy az adott állapotot ideiglenesnek tekintik, tehát remélik, hogy az adott személy előbb-utóbb beszélni is fog.
A siketek másként határozzák meg a némaságot: szerintük a hangadásra való képtelenséget jelenti. Ezen kívül még sok halló is úgy hiszi, hogy aki nem tud beszélni, annak nincs hangja sem. Ez nem feltétlenül van így, mert nemcsak a hosszas afónia foszthatja meg az embert a beszéd képességétől. A némaságnak több más oka is lehet.
A némák rossz néven veszik, ha siketnek nézik őket. Sokuk ezért nem akar jelnyelvet tanulni és jelelni, sőt még a jelbeszédtől is tartózkodik. Ugyanezért nem jó a kérdőíveken ugyanabban a pontban rákérdezni a két fogyatékosságra. Intelligenciájukat is gyakran alulbecslik, amit szintén nem vesznek jó néven. A differenciáldiagnosztika azonban nehéz feladat, hiszen beszéd hiányában kevesebb jel alapján kell megállapítani, hogy mi a helyzet. Gyakran még a szakértők is tévednek.
Nem mindegyikük tartózkodik azonban a jel alapú kommunikációtól. Ahhoz azonban, hogy valaki a jelelést tátogással kísérje, a beszédtapasztalat mellett még az kell, hogy szájképe ne torzuljon el. Megkülönböztetésre nem használható azért sem, mert a siketek sem mindig tátognak jelelés közben.
Habár hasonló nehézséggel küszködnek, mint a hallás- vagy a látássérültek, a beszédfogyatékosok, még a némák sem kapnak állami támogatást vagy segítséget fogyatékosságuk miatt, mivel kommunikációs nehézségeik miatt képtelenek a megfelelő érdekképviseletre.

## Etimológia
A néma szó szláv eredetű. A nyelvészek valószínűsítik, hogy hangutánzással keletkezett, és hogy rajta maradt a nőnemű végződés.

## Kommunikáció
A némaság nem jelent kommunikációképtelenséget. A beszédet többféleképpen helyettesítik:

### Vizuális lehetőségek
- testbeszéd, arcjáték, kézjelek, mutogatás
- jelrendszer, mint amilyen az amerind, a Paget-Gorman jelrendszer[3] vagy a német eredetű Nézd a kezem![4]

Ezek a jelbeszédek a mutogatás kiterjesztésének tekinthetők. Szemléletességre törekszenek, hogy használójuk ne szoruljon tolmácsra, ez azonban korlátozza kifejezőképességüket.
- írás
- hangadás
- jelnyelv
- kommunikációs segédeszközök, mint például képeket, betűket, szavakat, Bliss-jelképeket tartalmazó táblák, könyvek, kommunikátorok az előbbiek kiegészítéseként, vagy helyettesítéseként.[5]

Összefoglaló nevük: augmentatív és alternatív kommunikáció, rövidítve AAK. Ezeket az eszközöket azok a beszédfogyatékosok is használják, akik képesek némi beszédre, vagy akik egy időre beszédképtelenné váltak. Ha rendelkezésükre áll beszédtapasztalat, és a szájmozgások nem sérültek, akkor a szájukról is lehet olvasni.

### Akusztikus lehetőségek
Hangadás, beszédhelyettesítés többféle módon lehetséges 
- műgége használata, ami egy torokhoz helyezhető vibráló eszköz.
- hang implantátum
- a nyelőcsőbeszéd során az illető a nyelőcsövébe juttatott (lenyelt) levegővel képezi a hangot.
- okos-eszköz segítségével gépelt szöveg felolvasása

### Testreszabott eszközök
A némák szükségletei, képességei és problémái nagymértékben különböznek, ezért sokféle segédeszközt dolgoztak ki számukra. Ezek olyan bonyolultak is lehetnek, mint egy laptop, ami egyszerre teszi lehetővé, hogy a többszörösen fogyatékos ember hozzáférjen az internethez, szöveget írjon, és beszédszintézis segítségével telefonáljon. Léteznek olyan eszközök is, amikre egy beszélőképes ember felmondhatja a szöveget, és az szükség esetén felhasználható
A kerekesszéket használók számára nagyobb eszközök készíthetők. Akik nem ismerik az írást, azok képeket, grafikus szimbólumokat, vagy ezek tapintható megfelelőit használhatják
Ilyen a képcsere rendszer vagy a Bliss nyelv. Akik nem tudják használni a kezüket, azok alternatív mutatóeszközökre szorulnak. Hallók esetén a beszéd minden alternatív kommunikációs formánál kedvezőbb, ezért a gyógypedagógusok elvetik az oralizmust, és arra törekszenek, hogy halló, de beszélni nem, vagy alig tudó tanítványuk minél többféle kommunikációs eszközt tudjon használni.
A számítógépek és az internet elterjedése nagyban megkönnyítette kommunikációjukat. Az internetes anonimitás segít félénkségük legyőzésében, és mivel itt többnyire írásban lehet kommunikálni, egyenrangú partnerekké válnak.

## Okai és típusai
A némaságnak többféle oka lehet, és nemcsak értelmi fogyatékosság vagy autizmus okozhatja.
- periférikus szervi rendellenességek

A beszélőszervek egyes fejlődési rendellenességei lehetetlenné teszik a beszédet. Frances Vargha-Khadem (University College London) szerint legalábbis egy részüket a FOXP2 gén egy mutációja okozhatja.
Egyes szervi sérülések az élet folyamán is létrejöhetnek, például az ajakmozgások pontatlanok, hiányzik a nyelv, vagy a hangképző szalagok, a lélegzés nem szabályozható akarattal. Periférikusnak nevezik a beszélőszerveket közvetlenül irányító idegek sérüléseit is.
- alália

Az alália vagyis "megkésett beszédfejlődés" régi neve hallónémaság.
A beszédfejlődés súlyos zavara, aminek következtében a gyerek csak néhány szót mond, vagy egyáltalán nem tanul meg beszélni. Okozhatják a gyerek vagy a szülők betegségei, a mozgásképesség zavara, félénkség, vagy vérfertőzés.
- anartria

Az anartria beszédmozgások kivitelezésének zavara. Oka a beszédmozgásokat irányító agyi központok és idegpályák súlyos sérülése. A beszéd teljesen érthetetlen; a zenei elemei is súlyosan sérültek, és a lélegzés koordinációja, a nyelv és a szájmozgások is zavart szenvednek. Előfordul, hogy az anartriás ember szájából csorog a nyál, vagy akaratán kívül állandóan nyög.
- afázia

Az afázia a beszéd és a nyelv minden aspektusa érintheti; az érintett személy akár teljesen képtelenné is válhat a nyelv bármilyen használatára. A személyiségben is zavarokat okozhat. Oka a központi idegrendszer, a beszédképzésben részt vevő agyi központok károsodása. Az afázia legsúlyosabb állapota az aszémia, ami lehetetlenné tesz bármiféle jel használatát, megfosztva a sérültet a tudatos kommunikáció lehetőségétől.
- afónia

Az afónia a hangadásra való képtelenség. Oka a gége elhúzódó betegsége, izombénulás, gyulladás, vagy a gége súlyos fizikai sérülése. Az afóniás némák nemcsak a beszédre, hanem a hangadásra is képtelenek; nem tudnak nyögni, hallhatóan sóhajtani, örömüket, bánatukat sem jelezhetik hanggal.
- hisztériás némaság

A hisztériás némaság a hisztéria nevű idegrendszeri betegség egyik nagy tünete. A beszéd hiánya megfelel annak, amit az érintett a némaságról tud. Például, ha úgy tudja, hogy azonos a hangtalansággal, akkor elmegy a hangja. A tünetek hosszan fennállnak, de pszichoterápiával elmulaszthatók.
- siketség

A siketen született vagy korán megsiketült gyerekek nem tudnak hangnyelvet elsajátítani. Amennyiben a hangképző szervek épek, a prelingvális siket tanulókat meg lehet tanítani beszélni, amit sérült beszédszervek esetén nem követelnek meg tőlük. Vannak olyanok is, akiknél az alkalmazott módszerek nem vezetnek eredményre. Azok a siket gyerekek, akik kimaradnak az oktatásból, semmilyen nyelvtudással sem rendelkeznek. A siketvakok különösen gyakran maradnak ki mindenféle oktatásból. Susan Schaller, jelnyelvi tolmács, szociális munkás és emberi jogi aktivista a mindenféle nyelv elsajátításától elzárt emberek számát összesen mintegy 100000-re teszi, és szenvedélyesen küzd értük. Ezek nem mind siketek; néha halló gyerekeket is elszigetelnek minden emberi társaságtól, és előfordul, hogy állatok nevelik fel őket. Belőlük lesznek a ferális gyerekek, vagy farkasgyerekek.  A szülők felelősségre vonása a nyelvi kommunikációra való képesség megszerzésének gátja lehet.
A siketek a néma szót egyrészt a csendes, hangtalan szavak szinonimájának tekintik, másként a jelnyelv elnyomására emlékezteti őket. Másrészt a nyelvismeret hiányában nem beszélő és nem jelelő siketek legalább egy része képes megtanulni a nyelvet, ezért valójában nem is némák.
- autizmus

Az autisták nagy része egyáltalán nem beszél. Az autizmussal foglalkozó szakemberek is jobban szeretik a körülírást, mert nem biztos, hogy az autista gyerek vagy felnőtt azért nem beszél, mert nem tud. Az autisták körében gyakori az értelmi fogyatékosság is.
- értelmi fogyatékosság

A legtöbb értelmi fogyatékos megtanul beszélni. A Williams-szindrómások nyelvi képességei jók, annak ellenére, hogy átlagos IQ-juk 50.
A súlyos értelmi fogyatékosok (intelligencia 20-25 IQ pont alatt) nem tanulnak meg beszélni, legfeljebb csak néhány szót mondanak. Ők az önálló életre is képtelenek.

## Kezelése
A beszédképtelenség kezelése attól függ, hogy mi okozza. Az afónián mesterséges gége segíthet, ami zümmögő hangot ad ki, ezzel lehetővé teszi a hangadást. A gégekiirtott betegek megtanulhatnak a nyelőcsövükön felböfögött levegővel beszélni. Léteznek gépek, amik kimondják a begépelt szöveget. A gyerekeket gyógypedagógusok tanítják beszélni, akik tanítványukat beszédképtelennek nevezik, kivéve, ha az siket. Ezzel okot adnak arra, hogy a siketek elvessék a néma szót. Fejlődési rendellenesség esetén a beszédtanulás előtt műtétek sorozatára is szükség van.

## Következmények
A némák gyors és nagy kifejezőerejű kommunikációs eszköz híján elszigetelődnek és frusztrálódnak. Komoly gondjaik vannak a kapcsolatteremtésben, az ismeretek átadásában, szándékaik kifejezésében. Nem tanulnak meg maguktól kérni, kérdezni, beszélgetést kezdeményezni, vagy elfelejtik ezeket a képességeiket. Még ha tudják is, hogyan kell ezeket közölni, még akkor sem jut eszükbe. Az ismeretszerzés folyamata is érintett lehet, különösen a gyerekek esetén, mert nem tudnak visszakérdezni. Érdekeiket nem tudják megfelelően érvényesíteni. Értelmüket sokszor alulbecsülik.
Magyarországon a 20. század végéig nem volt megoldva a súlyosan beszédhibás, legfeljebb csak néhány szó érthető kimondására képes gyerekek oktatása. Sokuk így nem kaphatott értelmi képességüknek megfelelő oktatást, hanem a súlyos értelmi fogyatékosok iskoláiba kényszerült. Itt nemcsak hogy nem fejlesztették a beszédüket, hanem még írni-olvasni sem tanulhattak meg. Ezért sok néma, vagy alig beszélőképes ember még írni sem tud.
Egyes súlyosan mozgássérült némák még inkább ki vannak szolgáltatva a kérdezőnek, mert nem képesek árnyalt válaszadásra. Aki rosszul kérdez, az nagyon félreviheti a kommunikációt, ha csak az igen és a nem válaszok állnak rendelkezésre. Az efféle kérdezgetésre éppúgy fel kell készíteni az embereket, mint a jelbeszéd megértésére. Egyes eszközök használatához mások segítségét kell igénybe vetni, ami további kommunikációt tesz szükségessé. Mindezek nagy feszültségforrást jelentenek.